# Битка код Халмироса
Битка код Халмироса, позната и као битка код Кефиса или битка код Орхомена (у старијој литератури), вођена је 15. марта 1311. године између војске Атинског војводства и њених вазала под Валтером од Бријена са једне и војске Каталинске компаније са друге стране. Завршена је одлучном победом Каталинаца. Након раскида споразума са Византијом, Каталинци прелазе на Балканско полуострво. Након пљачкашких похода од којих је страдала и Света Гора, Каталинци 1309. године допиру до Јужне Грчке, односно до Атинског војводства. Валтер од Бријена их је унајмио да нападну грчке владаре суседне Тесалије. Иако су Каталинци освојили већи део Тесалије, Валтер је одбио да им плати за услуге и покушао је да их насилно протера. Две војске сукобиле су се код Халмироса (Алмироса; у ранијој литератури Беотијски Кефис или Орхомен) у јужној Тесалији. Каталинци су имали предност избора бојишта, постављајући се иза мочварног терена. Војска им је била бројчано знатно слабија од атинске. На страни Валтера од Бријена учествовали су бројни племићи франачке Грчке. Резултат битке је слом војске Атинског војводства. Каталинци заузимају Атину и владају Војводством до осамдесетих година 14. века.

## Позадина
Бургундски племић Валтер V од Бријена изабран је за атинског војводу 1309. године након смрти Гаја II де ла Роша. У то време византијске територије страдају од напада Каталинске компаније, ветерана Сицилијанског вечерња. Каталинце је изнајмио византијски цар Андроник II (1282-1328) за борбу против све моћнијих Османлија. Међутим, иако су Каталинци имали успеха у рату са Турцима, убрзо се окрећу против свог налогодавца који није био у стању да исплати заостале плате. Након краткотрајне службе код бугарског цара, Каталинци прелазе на Балкан и нападају Свету Гору о чему нам је податке оставио хиландарски игуман Данило. Од плаћеничке војске се издвојио део најамника који ступа у службу српског краља Милутина (1282-1321). Вођа им је био Мелик. Византијски војсковођа Хандренос потучен је у Тесалији почетком 1309. године.
Долазак плаћеника (њих око 8000) изазвао је забринутост Јована II Дуке, грчког владара Тесалије. Након што се ослободио вазалства према атинском војводи Гају де ла Рошу, Јован се за помоћ обратио Византији, као и епирском владару. Каталонци су мирно прошли кроз Тесалију и наставили даље ка југу. Валтер од Бријена се у младости борио против Каталинаца у Италији. Говорио је њиховим језиком. Ангажовао је плаћенике који су се за његов рачун шест месеци борили против Грка. Цена је била висока: четири унци злата по оклопљеном коњанику и два по лаком коњанику, једна за пешака. Плаћало се два месеца унапред. Каталинци заузимају град Домокос и тридесетак других тврђава. Пљачкају богате равнице Тесалије присиљавајући грчке државе да се измире са Валтером. Каталинци су признање и новчану награду добили и од папе Климента V (1305-1314). Међутим, Валтер је одбио да испуни свој део договора и да исплати плате за преостала четири месеца. Уместо тога је војвода изабрао 200 коњаника и 300 пешака Алмогавера, платио им и дао земљу како би остали у његовој служби. Остатку је наредио да напусте његову земљу. Каталинци су најпре понудили Валтеру вазалан однос како би задржали земље које су освојили. Војвода је одбио њихов предлог и почео припреме да их протера силом. У ту сврху је окупио велику војску својих феудалаца. Међу њима је најистакнутији био Алберт Палавикини, гроф Бодоница, Тома II де Отреманкур, господар Салоне и маршал Ахаје и барон Еубеје, Бонифације од Вероне.

## Битка
О бици сведоче три извора. Сва три извора описују битку са гледишта Каталинаца. О бици пише Нићифор Григора, византијски хроничар. Такође, податке о бици имамо у Морејској хроници као и у делу савременог хроничара Рамона Мунтанера. Према Морејској хроници, каталинска војска састављена је од 2000 коњаника и 4000 пешака од којих су најмање 1100 људи били турског порекла, заробљеници из каталинских ратова у Малој Азији. Многи од Турака били су покрштени. Извори се разликују по питању бројности атинске војске. Нићифор Григора помиње 6400 коњаника и 8000 пешака, Морејски летопис 2000 коњаника и 4000 пешака, а Рамон 700 витезова и 24.000 пешака, углавном аутохтоних Грка. Данашњи историчари ове бројке сматрају претераним сматрајући да је каталинска војска ипак била слабија.
Рамон и Григора као место где је вођена битка помињу Беотијски Кефис. Кефис као поприште битке помиње се у старијој литератури попут стандардне историје Франачке Грчке од Вилијама Милера. Морејска хроника као поприште помиње околину града Халмироса (данашњи Алмирос) у јужној Тесалији. Милер је одбацио овакво схватање. Међутим, хронику су потврдила писма млетачког државника Марина Сануда из 1327. године која су пронађена 1940. године. Алмирос је данас општеприхваћен као место одржавања битке.
Суочени са бројчано снажнијим, али мање искусним непријатељем, Каталинци су преузели одбрамбене положаје водећи рачуна о географском фактору. Изабрали су јаку позицију, заштићену мочваром, коју су, према Григори, додатно побољшали копањем ровова. Сами Каталинци заузели су положаје на сувом, иза мочваре, организујући се у пуну линију. Извори не дају никакве друге податке о њиховом распореду. Атински војвода је своје снаге распоредио код Ламије (10. март 1311). Каталинци, њих око 500, који су раније пришли војводи, тражили су од Валтера да им дозволи да се придруже својим старим друговима јер ће радије умрети у борби са Атинским војводством него против Каталинаца. Валтер им је дао дозволу: "добродошли су да умру са осталима". Турске чете Каталинаца издвојиле су се мислећи да је сукоб инсцениран како би се истребили турски најамнички одреди. О Валтеровој самоуверености сведочи његов охол одговор најамницима који су били на његовој страни. Веровао је у бројчану надмоћност своје војске потценивши противника и поље на коме је требало да се води битка. Мунтанер пише да је распоредио линију од 200 франачких витезова са "златним огрлицама", након чега је следио слој пешадије. Први франачки напад није успео. Мунтанеров опис овог напада је кратак и не даље никакве детаље док Григора пише да се тешка франачка коњица потпуно заглавила у блату. Каталински војници наоружани мачевима и стрелама односе победу у овом судару. Морејска хроника наводи да је битка била тешка. Амерички војни историчар Кели Деврис противречи Григори сматрајући да је природа терена имала одлучујући утицај на исход. Каталинци су издржали нападе, а војвода и већина његових људи су изгинули. Турски најамници, уверивши се да није у питању превара, стају на страну Катилинаца. Стигли су до франачког кампа кога су заузели.
Григора пише да је 6400 коњаника и 8000 пешадинаца пало у бици. Исти број даје за Валтерове снаге. Мунтанер пише да је 20.000 пешака убијено, а само 2 од 700 атинских витезова је преживело битку, Роџер Деслаур и Бонифације од Вероне. Вероватно су сви подаци претерани, али је извесно да су Валтерови људи тешко поражени у бици. Погибију је избегао и Никола I Санудо, каснији војвода Архипелага. Зна се да је у бици учествовао и Антони ле Фламенц који је такође преживео. Њих двојица су вероватно заробљени, па су се касније откупили. Валтерова глава је одсечена. Много година касније, његово тело је његов син Валтер VI од Бриена, пренео у Лече где је сахрањен.

## Последице
Према Девриесу, битка код Халмироса била је одлучујућа у ратном сукобу Каталинаца и Атинског војводства. Скоро сво племство Атине и њених вазала изгинуло је на бојишту. Каталинци су предузели освајање територије Војводства. Отпора скоро да није ни било. Становништво Ливадија, углавном грчко, радо је предало свој утврђени град за шта су награђени грађанством. Теба, престоница Војводства, напуштена је од стране бројних становника који беже у млетачки Негропонт. Каталинци су опљачкали Тебу. На крају је пала и сама Атина. Њу је Каталинцима предала Валтерова удовица, Жана од Шатијона. Цела Атика и Беотија освојене су без већих проблема. Господство Аргос и Нафплија на Пелопонезу остало је у рукама Валтерових присталица. Турски најамници одбили су да остану у Војводство узимајући уместо тога свој део плена и вративши се у Малу Азију. Тамо су нападнути и готово у потпуности уништени од стране здружених снага Византијског царства и Ђеновљанске републике док су покушавали да пређу Дарданеле.
Два најзначајнија заробљеника били су Бонифације од Вероне и Роџер Деслаур. Преговори са Млетачком републиком су пропали те су се Каталинци за заштиту обратили моћном Фридриху III Сицилијанском. Он је свога сина Манфреда именовао војводом Атине. Војводством су управљали припадници Арагонске круне. Најмоћнији од њих, Алфонсо Фадрике, проширио је Војводство и на Тесалију успостављајући Војводство Неопатру 1319. године. Каталинци су учврстили своју власт и одбили напад Бријена из 1331—2. године. Они 1360-их година воде рат са Венецијом. Уздрмана унутрашњим сукобима, држава је била знатно слабија него 1311. године што је довело до новог напада Бријена 1370—1. године. Наварска компанија освојила је Тебу и већи део Беотије 1380. године. Коначно, господар Коринта, Нери I, је 1388. године заузео Атину. Освајањем Неопатре 1390. године, окончана је каталинска власт у Грчкој.

### Примарни
- Goodenough, Lady, ур. (1920—21). The Chronicle of Ramon Muntaner (PDF). London: Hakluyt Society.
- Morel-Fatio, Alfred, ур. (1885). Libro de los fechos et conquistas del principado de la Morea compilado por comandamiento de Don Fray Johan Ferrandez de Heredia, maestro del Hospital de S. Johan de Jerusalem — Chronique de Morée aux XIIe et XIVe siècles, publiée & traduite pour la première fois pour la Société de l'Orient Latin par Alfred Morel-Fatio. Geneva: Jules-Guillaume Fick.
- Migne, Jacques Paul, ур. (1865). Nicephori Gregorae, Byzantinae Historiae Libri XXXVII. Patrologia Graeca, vol. 148. Paris: Garnier.

### Секундарни
- DeVries, Kelly (1996). Infantry Warfare in the Early Fourteenth Century. Woodbridge: Boydell Press. ISBN 978-0-85115-567-8.
- Fine, John Van Antwerp (1994). The Late Medieval Balkans: A Critical Survey from the Late Twelfth Century to the Ottoman Conquest. University of Michigan Press. ISBN 978-0-472-08260-5.
- Lock, Peter (2006). The Routledge Companion to the Crusades. London and New York: Routledge. ISBN 978-1-135-13137-1.
- Miller, William (1908). The Latins in the Levant, a History of Frankish Greece (1204–1566). New York: E.P. Dutton and Company.
- Nicol, Donald M. (1993). The Last Centuries of Byzantium, 1261-1453 (2. изд.). Cambridge University Press.
- Setton, Kenneth M. (1975). „The Catalans in Greece, 1311–1388”.  Ур.: Hazard, Harry W. A History of the Crusades, Volume III: The fourteenth and fifteenth centuries. Madison, Wisconsin: University of Wisconsin Press. стр. 167—224. ISBN 978-0-299-06670-3.
- Setton, Kenneth M. (1976). The Papacy and the Levant (1204–1571), Volume I: The Thirteenth and Fourteenth Centuries. Philadelphia, Pennsylvania: DIANE Publishing. ISBN 978-0-87169-114-9.
- Topping, Peter (1975). „The Morea, 1311–1364”.  Ур.: Hazard, Harry W. A History of the Crusades, Volume III: The fourteenth and fifteenth centuries. Madison, Wisconsin: University of Wisconsin Press. стр. 104—140. ISBN 978-0-299-06670-3.